# Michael Jeffery
Philip Michael Jeffery (12. prosince 1937 Wiluna, Západní Austrálie – 18. prosince 2020) byl australský státník, generální guvernér Austrálie od 11. srpna 2003 do 5. září 2008.
Zúčastnil se války ve Vietnamu a v roce 1971 byl vyznamenán vojenským křížem. V letech 1993–2000 byl guvernérem Západní Austrálie. V červnu 2003 byl jmenován generálním guvernérem Austrálie (první z armády v této funkci), úřadu se chopil v srpnu téhož roku.

## Vyznamenání
- Vojenský kříž, Spojené království, 23. července 1971[3]
- Medaile za nezávislost Papuy Nové Guiney, Papua Nová Guinea, 1977
- Národní medaile, Austrálie, 14. července 1977[4]
- člen Řádu Austrálie, vojenská divize, Austrálie, 8. června 1981[5]
- důstojník Řádu Austrálie vojenská divize, Austrálie, 13. června 1988[6]
- Nejctihodnější řád sv. Jana Jeruzalémského, Spojené království, 15. dubna 1994[7]
- společník Řádu Austrálie, civilní divize, Austrálie, 11. června 1996[8]
- komandér Královského Viktoriina řádu, Spojené království, 11. dubna 2000[9]
- Medaile 100. výročí federace, Austrálie, 2001
- Řád Logohu, Papua Nová Guinea, 2005[10]
- Australská medaile za službu 1945–1975, Austrálie
- Medaile za Vietnam, Austrálie
- Australská medaile za aktivní službu v letech 1945–1975, Austrálie
- Medaile za všeobecnou službu se sponou BORNEO, Austrálie
- Medaile za službu v ozbrojených silách se 4 sponami, Austrálie
- Australská medaile za obranu, Austrálie
- Medaile za tažení ve Vietnamu, Jižní Vietnam